# القويرة (الخابورة)
القويرة أو وادي القويرة قرية تقع ضمن نطاق الحجر الغربي وهي تتبع ولاية الخابورة، التابعة لمحافظة شمال الباطنة في سلطنة عمان. يقدر عدد سكانها بـ 261 نسمة حسب إحصاء عام 2010 التابع للمركز الوطني للإحصاء والمعلومات الحكومي. رمز المنطقة هو 60530181.

## الوصلات الخارجية
- المركز الوطني للإحصاء والمعلومات، سلطنة عمان